# Кућа Саве Шумановића у Шиду
Кућа Саве Шумановића у Шиду, првобитно подигнута 1867. године као пивара, па пошта, представља непокретно културно добро као споменик културе од великог значаја. Дуги низ година је у њој живео и радио сликар Сава Шумановић. Налази се у Улици Саве Шумановића број 10.

## Сава Шумановић
Сава Шумановић (Винковци, 22. јануар 1896 — Сремска Митровица, 30. август 1942) је био један од најзначајнијих сликара српске уметности 20. века.

## Изглед куће
Временом зграда је претрпела разне измене и доградње, што отежава њену просторну анализу из времена изградње. Правоугаоног је облика, са три просторије окренуте ка улици, ходником и једном просторијом са дворишне стране. Имала је и трем на истоку, који је касније био замењен новим просторијама.
Зграда је грађена од опеке и ћерпича, малтерисаном дворишном фасадом и уличном која је богато декорисана, са средишњим ризалитом оивиченом пиластрима и троугластим завршетком. На кући су лучно завршени прозори изнад којих се налазе балдахински украси од малтера и централни део фасаде заједно са атиком чини јединствену и најраскошније обрађену целину.
Бочни делови композиције рашчлањени су правоугаоним прозорима са профилисаним малтерским рамом и богато обрађеним кровним венцем са конзолама, између којих се налазе кружни тавански отвори у облику стилизованог цвета.
На згради су конзерваторски радови извођени више пута, последњи пут 1997. године.

## Спомен кућа
У близини Галерије слика Саве Шумановића је кућа у којој је живео Сава Шумановић до своје смрти. Спомен кућа је у саставу Галерије и од 1969. године је под заштитом Завода за заштиту споменика културе. Рестаураторски и конзерваторски радови на кући трајали су више година. Сачуван је првобитни изглед куће, са годином градње написаној на уличној фасади (1867), као и аутентичан намештај.
У кући се одржавају различите изложбе дечијих радова, као и појединачне изложбе младих талентованих сликара.